# Louise van Panhuys
Louise van Panhuys, ook Louise von Panhuys, geboren als Louise Friederike Auguste von Barckhaus genannt von Wiesenhütten (Frankfurt am Main, 10 oktober 1763 - aldaar, 18 oktober 1844), was een Duits kunstenares. Ze is vooral bekend vanwege haar aquarellen van planten en landschappen van Suriname, waar zij enkele jaren leefde met haar echtgenoot Willem Benjamin van Panhuys. Zelf zag ze haar werk eerder als van botanisch en etnografisch belang, dan dat het artistieke waarde zou hebben. Ze werd sterk beïnvloed door het werk van de eveneens uit Frankfurt afkomstige en in Suriname werkzame Maria Sibylla Merian (1647-1717), terwijl ook de reisverslagen van Alexander von Humboldt (1769-1859) haar inspireerden.

## Levensloop
Louise van Panhuys werd geboren als zesde kind van de koopman Heinrich Carl von Barckhaus genannt von Wiesenhütten (1725–1793) en diens vrouw Charlotte von Veltheim auf Destedt (1736–1804). Haar vader werd in 1789 geadeld, waardoor ook Louise de titel Reichsfreiin (Rijksbarones) mocht voeren. Ze groeide op in het huis „Zu den Drey Königen“ aan de Zeil, een van de belangrijkste straten van Frankfurt. Van haar moeder, die amateur-schilder was, kreeg ze een kunstzinnige opvoeding en leerde ze het aquarelleren. Ook kreeg ze les van de schilder en graveur Christian Georg Schütz (1718-1791). Haar moeder was een verre verwante van Goethe, die een paar honderd meter verderop woonde, waardoor ze deze al vroeg leerde kennen. Haar oudere zuster Charlotte (1756–1823) zou volgens sommigen een geliefde van Goethe zijn geweest en model hebben gestaan voor diens Amasia in Die Leiden des jungen Werthers.
Vermoedelijk na de dood van haar vader in 1793 verhuisde ze naar Darmstadt, waar ze haar gescheiden broer Carl Ludwig hielp in het huishouden. Met hem ondernam ze tussen 1802 en 1805 twee langere reizen naar Engeland. Daar ontmoette ze botanische illustratoren, waardoor ze zich op dat gebied verder kon ontwikkelen. Waarschijnlijk kreeg ze in deze periode ook les van de botanisch illustrator James Sowerby (1757-1822). Enkele aquarellen uit die tijd bevinden zich in privéverzamelingen.

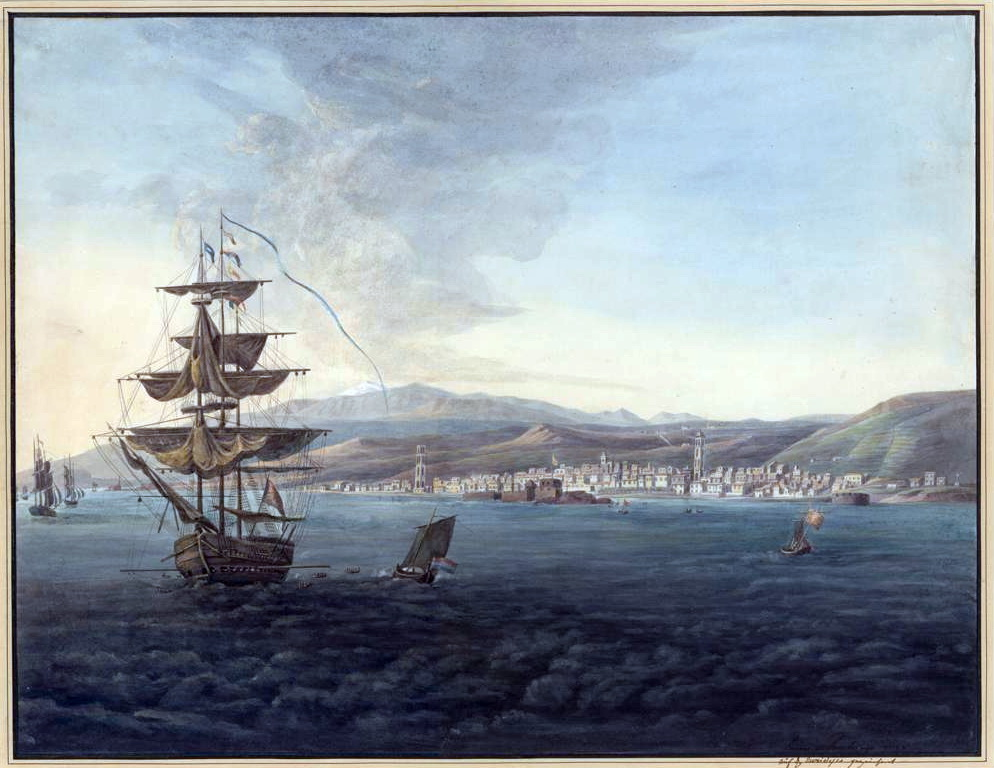
Gezicht op Santa Cruz de Tenerife, aquarel uit 1815, waarschijnlijk tijdens een zeereis naar of van Suriname

Op 26 november 1805 trad ze te Maastricht in het huwelijk met de militair en plantage-eigenaar Willem Benjamin van Panhuys (1764-1816), die na de Franse machtsovername in de Zuidelijke Nederlanden was uitgeweken naar Keur-Hessen, waar Darmstadt toen bij hoorde. Van Panhuys was eerder gehuwd geweest met Clasina Reijnsdorp (1769–1797?), eigenaresse van de koffieplantage 'Reijnsdorp' in het district Commewijne in Suriname. Na haar vroege dood erfde hij de koffieplantage 'Nut en Schadelijk'.
In 1811 verhuisde het echtpaar Van Panhuys-Von Barckhaus naar Suriname, waar ze nog in hetzelfde jaar de suikerrietplantage 'Alkmaar' verwierven, die vlak bij 'Nut en Schadelijk' aan de Commewijne lag. In Suriname legde ze zich voornamelijk toe op het aquarelleren van inheemse planten, en incidenteel landschappen, stadsgezichten, mensen en dieren. Waarschijnlijk reisde ze tussen 1811 en 1816 een paar keer heen er weer tussen Suriname en Europa, getuige enkele aquarellen van Saint Thomas (1812) en Tenerife (1815).
Suriname stond van 1804 tot 1816 onder Britse heerschappij. Willem Benjamin van Panhuys was in 1815 betrokken bij de strijd tegen Napoleon tijdens de Honderd Dagen, waarvoor hij diverse eerbewijzen ontving. Na de teruggave van Suriname aan Nederland werd hij de eerste gouverneur-generaal van Suriname, een functie die hij door zijn vroege dood maar enkele maanden zou uitoefenen.
Na de begrafenis van haar man in Paramaribo verliet Louise in augustus 1816 Suriname en keerde terug naar het ouderlijk huis in Frankfurt, dat honderd jaar eerder bewoond was geweest door de familie van Maria Sybilla van Merian. Later schreef ze in brieven dat ze ervan overtuigd was dat haar man was vermoord. Hiervoor is nooit bewijs gevonden. Over haar verdere leven is weinig bekend. Slechts één werk is na 1816 gedateerd: een aquarel van een bloeiende plant uit 1823 met als bijschrift "hat bey Frau Rodschild geblüht" (heeft bij mevrouw Rothschild gebloeid). Wellicht had ze in die tijd contact met Gutlé Rothschild-Schnapper (1753–1849), de weduwe van de in 1812 overleden Frankfurtse bankier Mayer Amschel Rothschild. In 1844 overleed ze op 81-jarige leeftijd.

## Nalatenschap

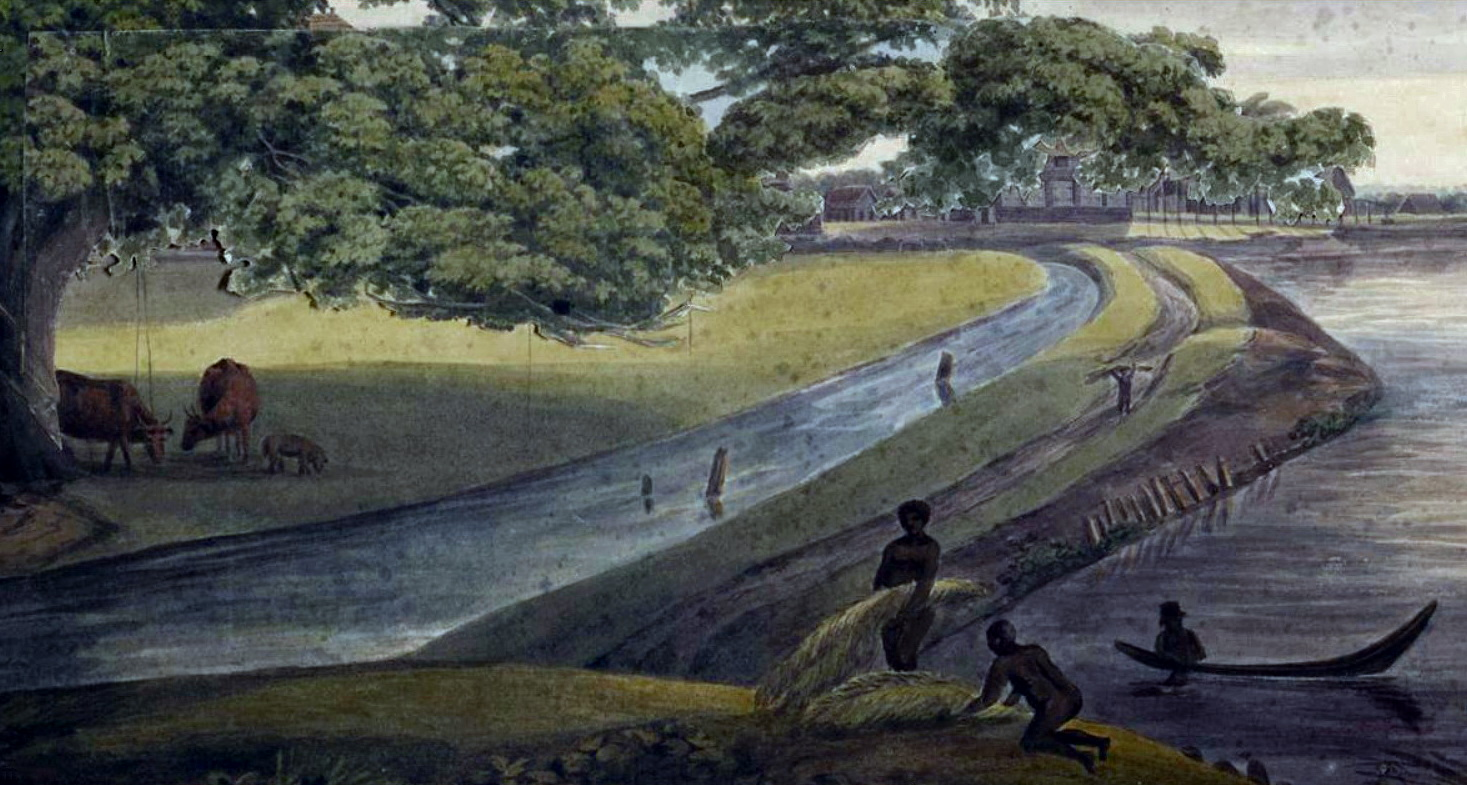
Detail van een aquarel van plantage Alkmaar aan de Commewijne. Links een "kankantrie" (kapokboom). Interessant is de 'reparatie' (door Van Panhuys?): een stuk papier met takken bedekt een eerdere versie

De door Louise van Panhuys geschilderde landschappen van Suriname vormen een belangrijke bron voor de kennis van Suriname in de periode 1811-1816. Vooral de stadsgezichten van Paramaribo van vóór de grote stadsbrand van 1821 zijn uniek. Haar weergave van mensen is vrij clichématig. Voor het menselijk leed dat de slavernij in Suriname met zich mee bracht, leek zij weinig oog te hebben; als vrouw van een plantagehouder werkte ze ten slotte aan het systeem mee. Anderzijds schreef zij bij een aquarel van haar "huispersoneel" (Tanz der Haus Sclaven) met potlood de namen van de afgebeelde personen; blijkbaar wilde ze die niet vergeten. Haar sterke kant was met name de nauwkeurigheid waarmee ze planten, bloemen en vruchten wist vast te leggen. Ze heeft met haar werk grote invloed gehad op de Surinaamse kunstenaar Gerrit Schouten (1779-1839), die veel van zijn diorama's baseerde op haar aquarellen.
Van de in de periode 1811-1816 in Suriname ontstane werken schonk zij het leeuwendeel in 1824 aan de Senckenbergische Naturforschende Gesellschaft in Frankfurt am Main. Deze 87 aquarellen bevinden zich tegenwoordig in de Universiteitsbibliotheek van de Goethe Universiteit in Frankfurt. Enkele etnografische voorwerpen bevinden zich in het Museum der Weltkulturen in Frankfurt.
In 1898 werd een deel van deze aquarellen voor het eerst geëxposeerd. In 1991, bijna een eeuw later, vond een tentoonstelling van haar werk plaats in de Frankfurtse universiteitsbibliotheek, bij welke gelegenheid een catalogus werd uitgebracht (zie Literatuur). Een expositie van tekeningen en schetsen in het Naturmuseum Senckenberg in 2007 omvatte werk van haar en van haar voorgangster in Suriname: Maria Sibylla Merian. In 2009 werd haar werk in de Frankfurter Sparkasse 1822 tentoongesteld met dat van de flora-schilderes Elisabeth Schultz (1817-1898), eveneens uit Frankfurt afkomstig. In 2022-23 toonde het Stedelijk Museum Alkmaar 23 waterverftekeningen in de tentoonstelling Plantage Alkmaar. Alkmaar in Suriname 1745-heden.  

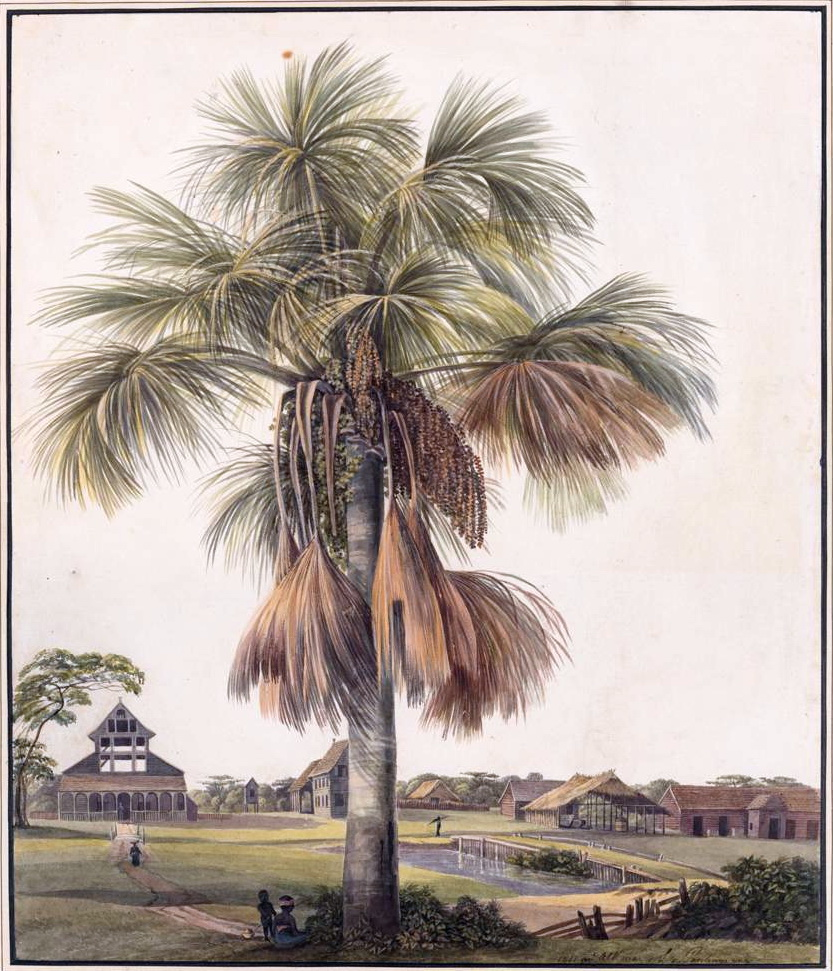
Plantage Alkmaar, 1811
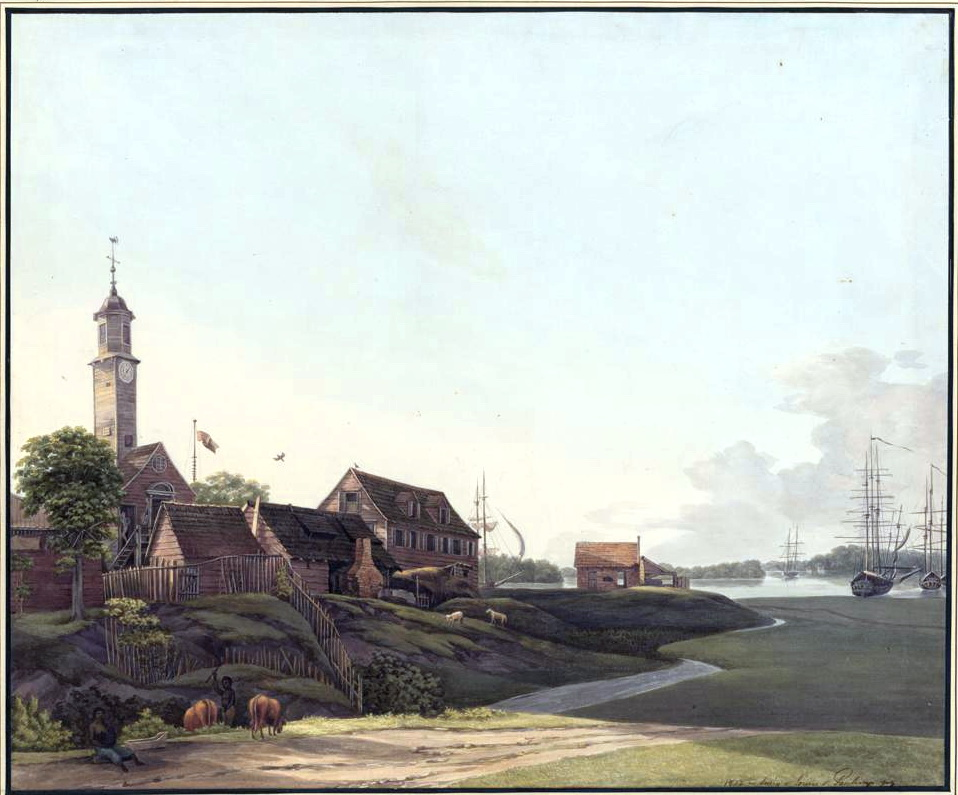
Fort Zeelandia, Paramaribo, 1812
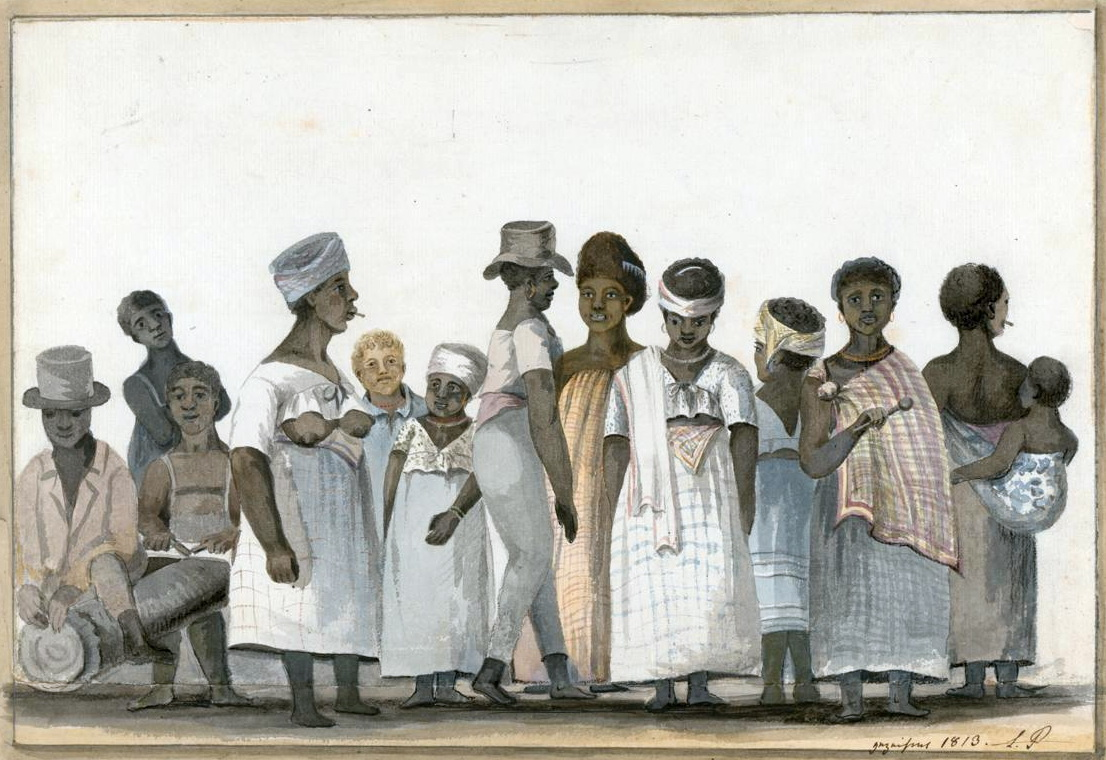
"Negerdans", 1813
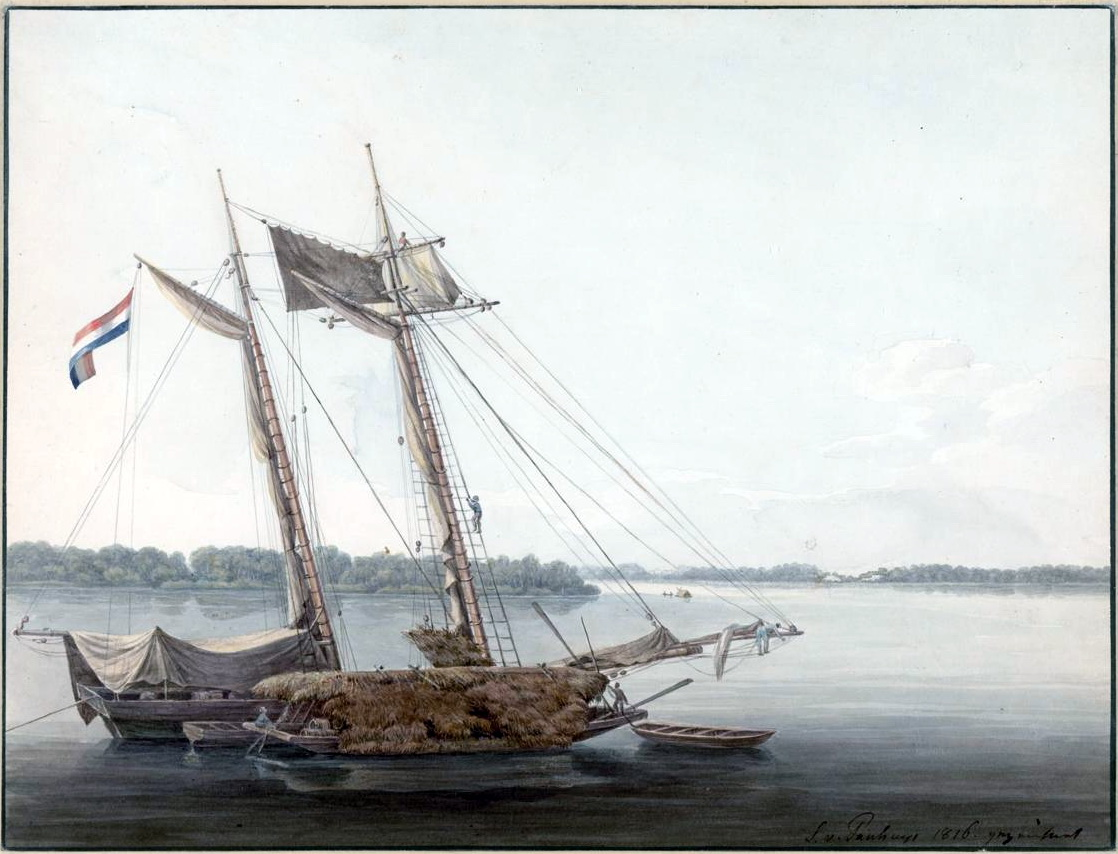
Surinamerivier met boten, 1816
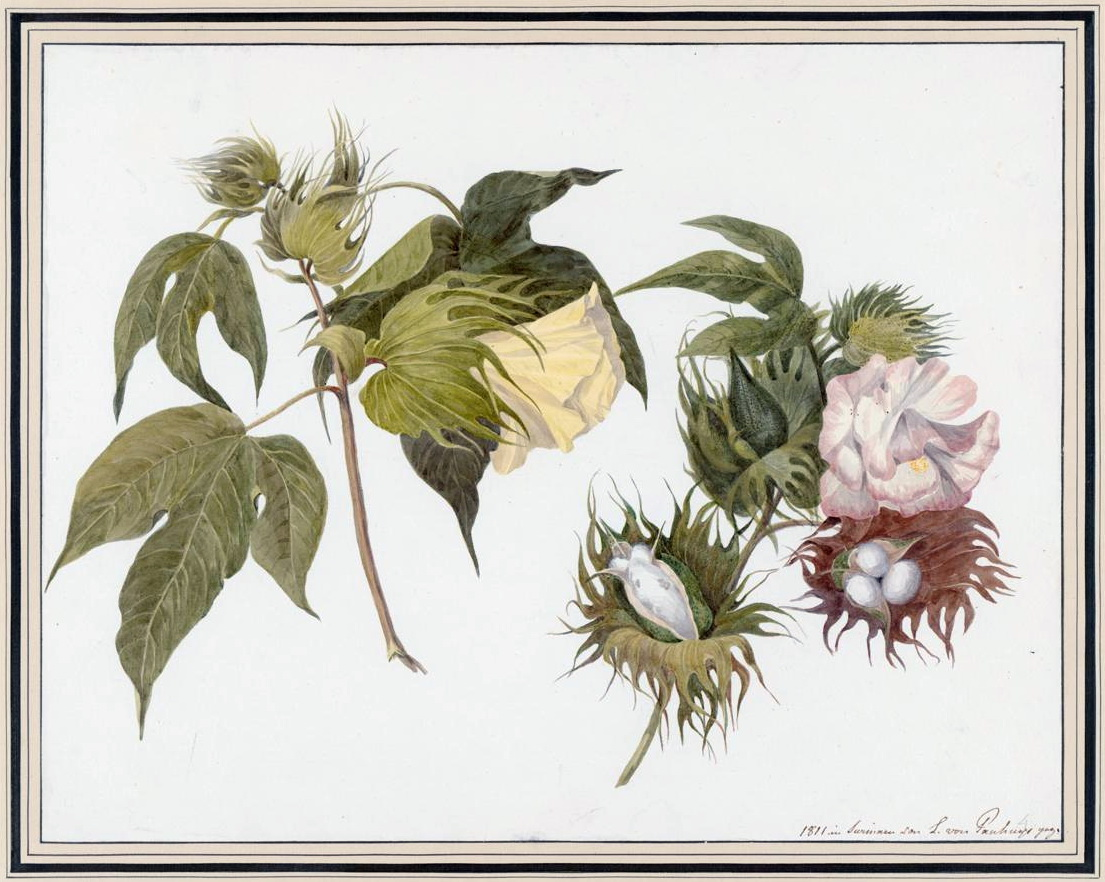
Katoenplant, 1811
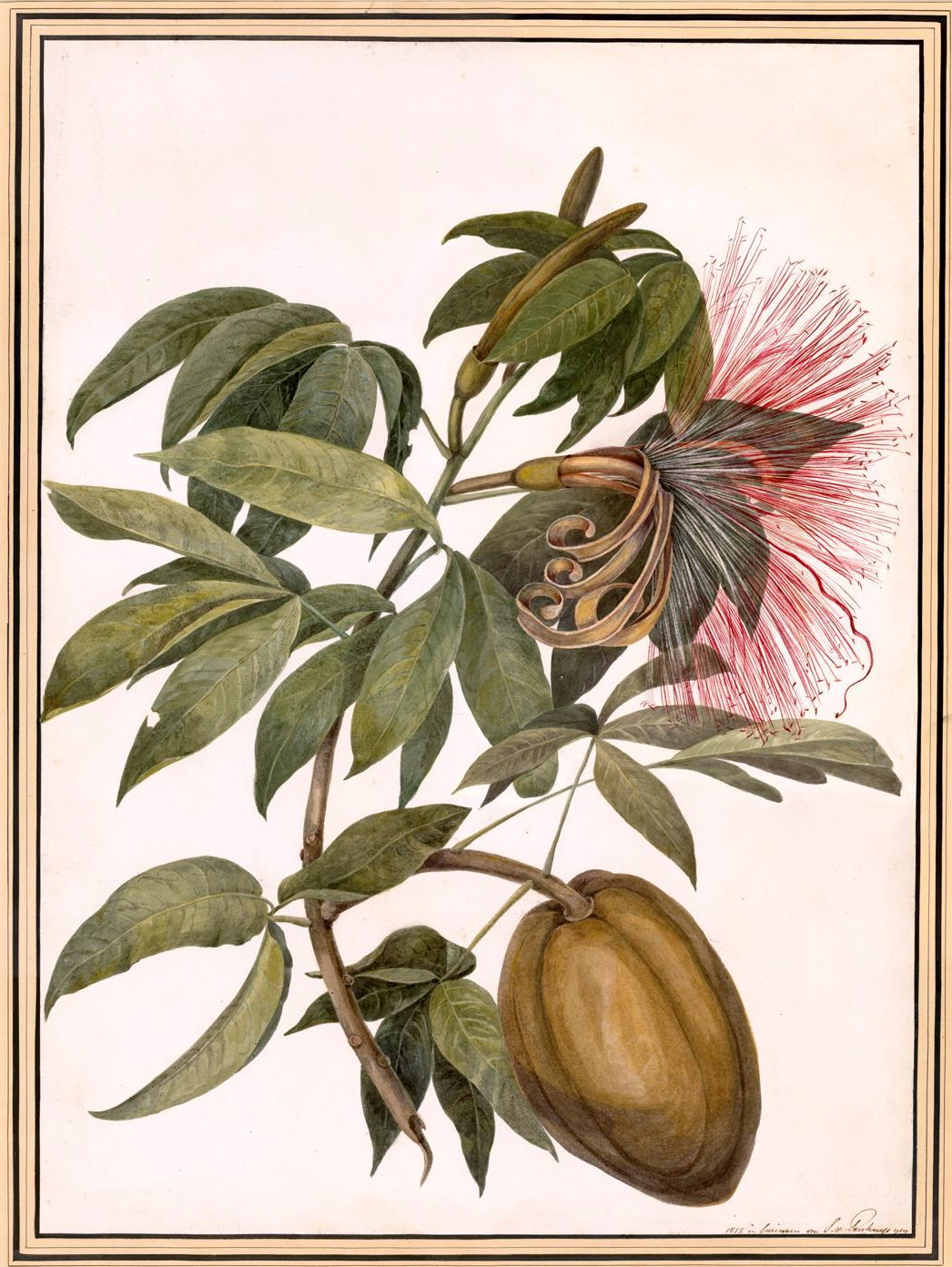
Tak van cacaoboom, 1812
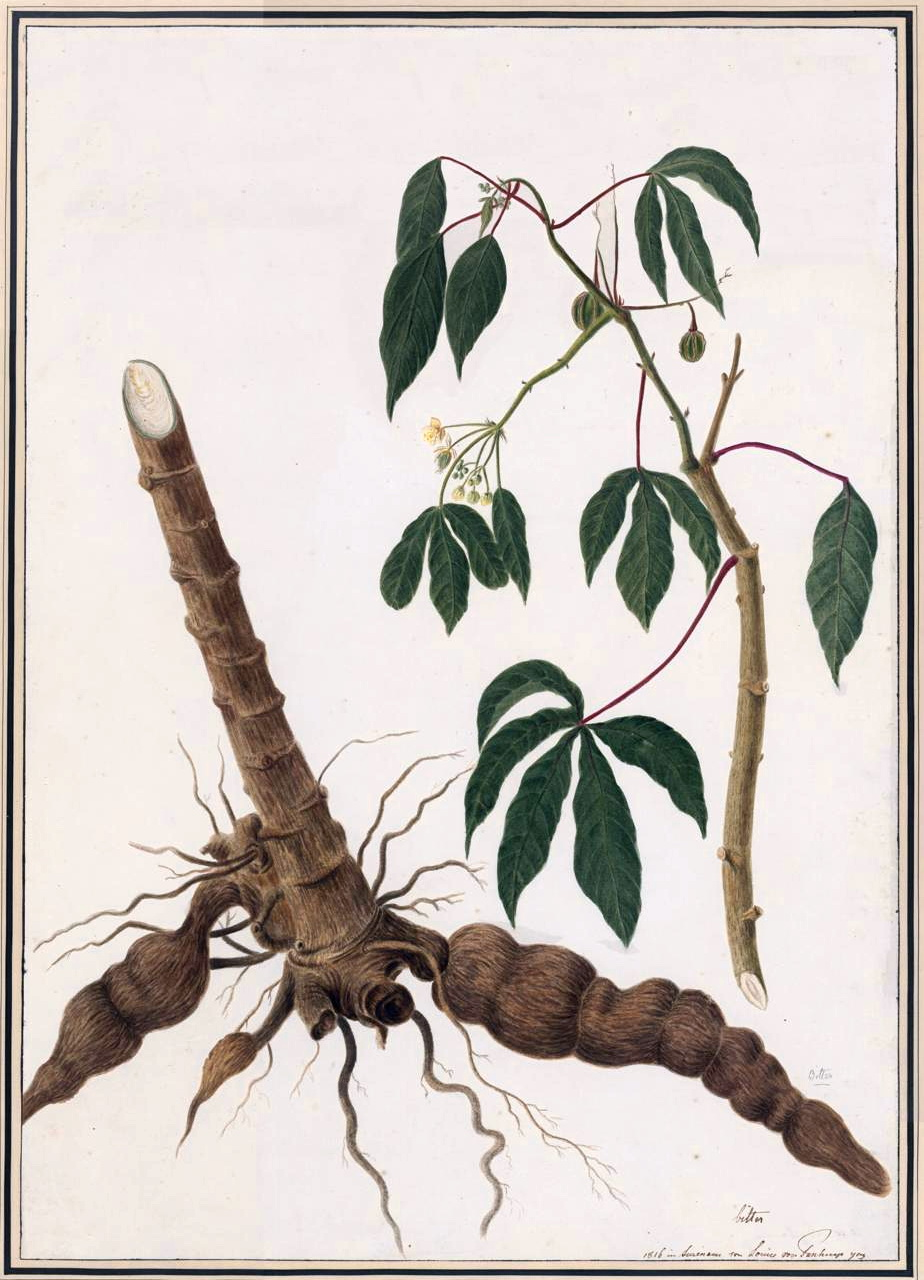
Maniokplant, 1816
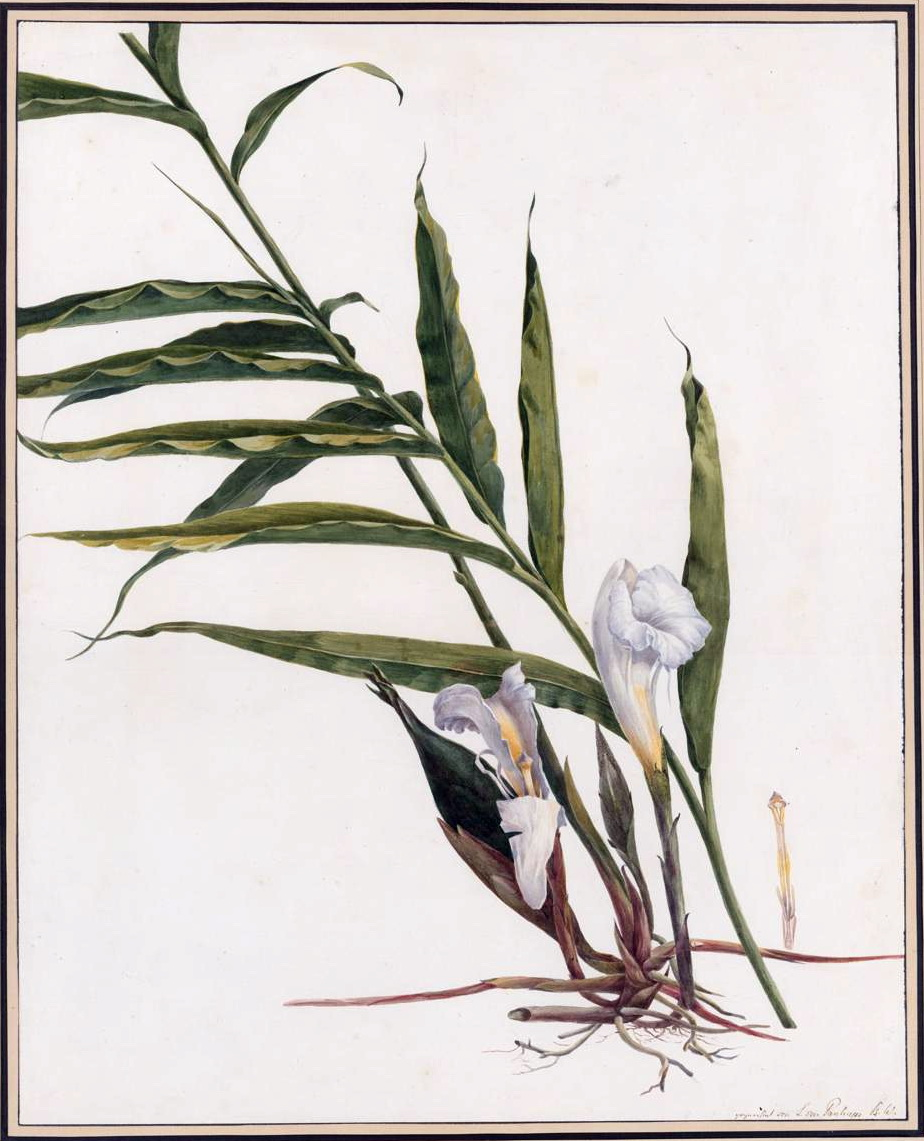
Afrikaanse peper, 1811-1816